# Renault Frégate
El Renault Frégate es un coche del segmento E producido por el fabricante francés Renault entre 1951 y 1960.

## Historia y características

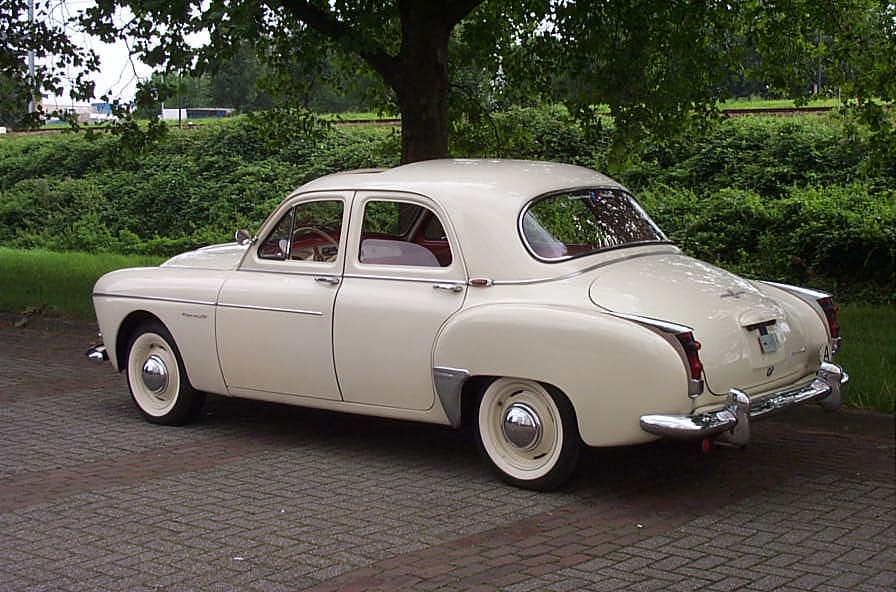
Renault Frégate

El Frégate fue la primera berlina de gama alta de Renault tras su nacionalización al final de la Segunda Guerra Mundial. La compañía pública Regie Renault administrada por Pierre Lefaucheux se trataba de una empresa muy distinta de la que había dirigido la familia Renault, acusada de colaboracionismo durante la guerra. 
Si en un principio la empresa iba a ser destinada exclusivamente a la fabricación de vehículos industriales, la obstinación de Lefacheux consiguió que la empresa comenzara a ofrecer una tímida gama de modelos totalmente distinta de la de preguerra.
El proyecto 108 que se acabaría convirtiendo en el Frégate sería el complemento superior del modesto Renault 4CV diseñado durante la ocupación alemana y su objetivo era dar batalla al Citroën Traction Avant. En un principio su diseño racionalista iba a utilizar la misma disposición mecánica del 4/4, con un motor trasero longitudinal colgado por detrás del eje trasero, pero ya en 1949 con el proyecto muy avanzado se toma la decisión de abandonar la disposición todo atrás en favor de una disposición mecánica clásica.
Este cambio condicionó sustancialmente el proyecto, que mantuvo una carrocería pontón de diseño muy similar al original -que luego sería repetido a escala en su hermano menor el Renault Dauphine- y que permitió que se desarrollase un peculiar tipo de suspensión independiente trasera, -la suspensión por brazos semitirados de anclaje oblicuo- diseñada para sustituir al arcaico sistema de brazos oscilantes del Renault 4CV en la versión inicial del proyecto con motor trasero.

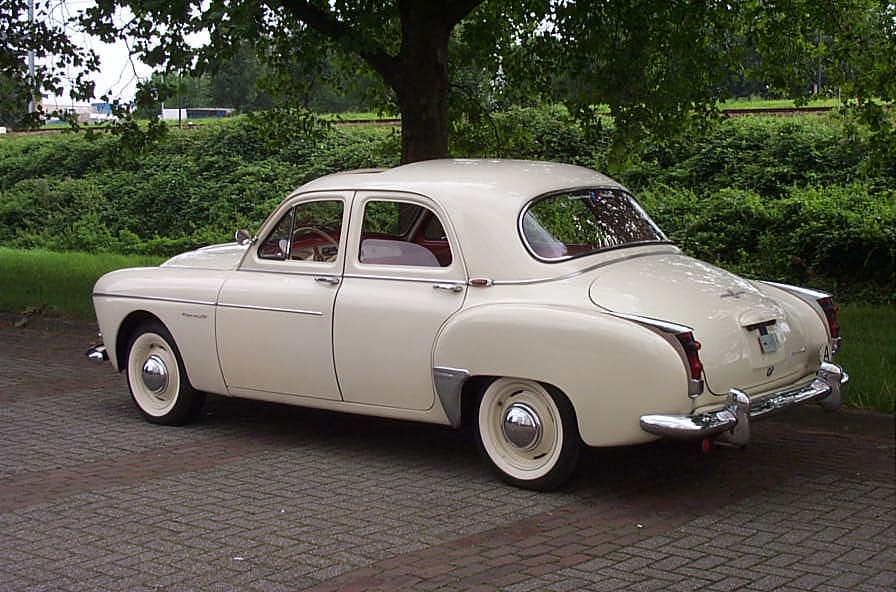
Vista trasera de un 1959 Transfluide saloon
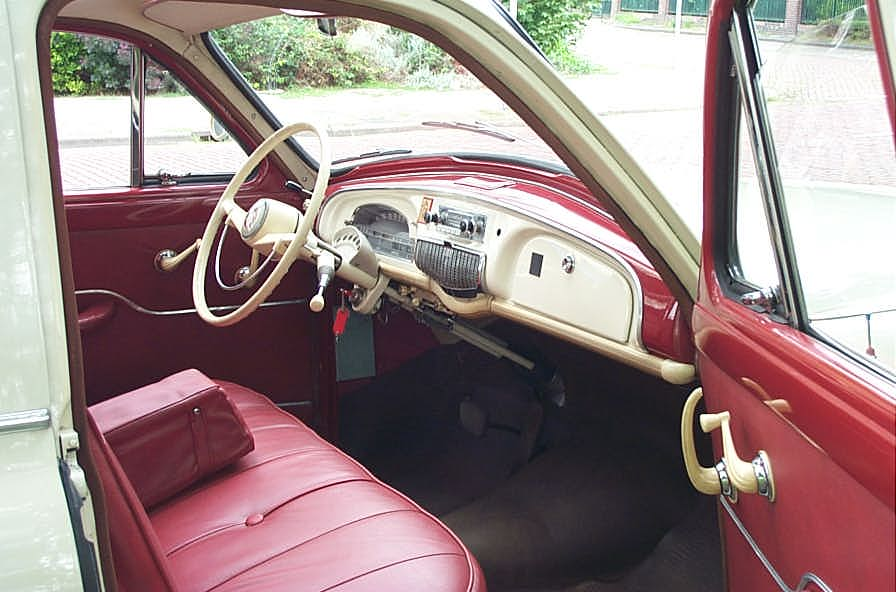
Interior de un 1959 Transfluide saloon
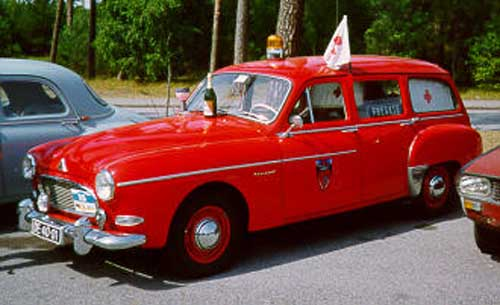
Renault Domaine

## Varios
Fue precisamente al volante de un Frégate donde encontró la muerte Pierre Lefaucheux, primer presidente de la nacionalizada Régie Renault al patinar sobre una placa de hielo el 11 de febrero de 1955. 